# قرمزيات التين
قرمزيات التين أو فصيلة أستيروليكانييدي (الاسم العلمي: Asterolecaniidae)، هي فصيلة حشرات من الحشرات القشرية، تُعرف باسم قشريات منقطة.
عادًة ما تسبب بوارًا في أنسجة النبات المضيف وغالبًا ما تسبب تشويهًا للبراعم. توجد في مجموعة من الفصائل النباتية ولكنها شائعة بشكل خاص في السنديان والخيزران وعدد من نباتات الزينة. تتواجد أعضاء هذه الفصيلة في معظم مناطق العالم ولكنها تتواجد بكثرة في نصف الكرة الشمالي. تضم قرابة 25 جنسًا و243 نوعًا مسجلاً.